# HD55645
HD55645 — хімічно пекулярна зоря спектрального класу A5, що має видиму зоряну величину в смузі V приблизно  8,3.
Вона  розташована на відстані близько 1177,5 світлових років від Сонця.